# Justicia xylosteoides
Justicia xylosteoides är en akantusväxtart som beskrevs av August Heinrich Rudolf Grisebach. Justicia xylosteoides ingår i släktet Justicia och familjen akantusväxter. Inga underarter finns listade i Catalogue of Life.